# Férfi 200 méteres síkfutás a 2015. évi nyári európai ifjúsági olimpiai fesztiválon
A 2015. évi nyári európai ifjúsági olimpiai fesztiválon az atlétikai versenyszámokat Tbilisziben rendezték. A férfi 200 méteres síkfutás selejtezőit július 29-én, a döntőt pedig július 31-én rendezték.

## Rekordok
A versenyt megelőzően a következő rekordok voltak érvényben:
| Ifjúsági világrekord | Usain Bolt (Jamaica)         | 20.13 |
| EYOF rekord          | Gyliyev Ramil (Azerbajdzsán) | 20.98 |

## Selejtező
Minden selejtezőcsoport első 2 helyezettje (Q) illetve a további legjobb 2 időeredménnyel (q) rendelkező sportoló jutott tovább a döntőbe. Minden nemzet egyetlen sportolóval képviselhette magát.
| H  | Csoport | Név                      | Nemzet           | E     | Mj  |
| -- | ------- | ------------------------ | ---------------- | ----- | --- |
| 1  | 2       | Matěj Krsek              | Csehország       | 22.23 | Q   |
| 2  | 1       | Florian Barbier          | Franciaország    | 22.24 | Q   |
| 3  | 2       | Mario Marchei            | Olaszország      | 22.35 | Q   |
| 4  | 1       | Dominik Smosarski        | Lengyelország    | 22.46 | Q   |
| 5  | 3       | Bryan Pronk              | Hollandia        | 22.54 | Q   |
| 6  | 2       | Jesus Gomez Villadiego   | Spanyolország    | 22.79 | q   |
| 7  | 3       | Samuel Purola            | Finnország       | 22.90 | Q   |
| 8  | 3       | Bruno Penezić            | Horvátország     | 22.91 | q   |
| 9  | 3       | Ramazan Akkaya           | Törökország      | 23.04 |     |
| 10 | 1       | Daniel Nobre Chagas      | Portugália       | 23.06 |     |
| 11 | 3       | Fredrik Øvereng          | Norvégia         | 23.10 |     |
| 12 | 2       | Egor Filippov            | Oroszország      | 23.20 |     |
| 13 | 2       | Jakub Benda              | Szlovákia        | 23.25 |     |
| 14 | 2       | Jure Grkman              | Szlovénia        | 23.29 |     |
| 15 | 2       | Vagif Baghirov           | Azerbajdzsán     | 23.33 |     |
| 16 | 1       | Stanislau Beliauski      | Fehéroroszország | 23.42 |     |
| 17 | 3       | Isaac Asare              | Ausztria         | 23.56 |     |
| 18 | 1       | Bjarki Freyr Finnbogason | Izland           | 23.88 |     |
| 19 | 1       | Edmunds Ivanovs          | Lettország       | 24.37 |     |
| 20 | 1       | Leart Osmanaj            | Koszovó          | 25.18 |     |
| -  | 1       | Antonio Ivanov           | Bulgária         | -     | DQ  |
| -  | 3       | Henrik Roger Larsson     | Svédország       | -     | DNS |

## Döntő
| H     | Név                    | Nemzet        | E     | Mj |
| ----- | ---------------------- | ------------- | ----- | -- |
| Arany | Florian Barbier        | Franciaország | 21.52 |    |
| Ezüst | Matěj Krsek            | Csehország    | 21.90 | PB |
| Bronz | Bryan Pronk            | Hollandia     | 21.93 |    |
| 4     | Dominik Smosarski      | Lengyelország | 22.01 |    |
| 5     | Mario Marchei          | Olaszország   | 22.04 |    |
| 6     | Bruno Penezić          | Horvátország  | 22.18 | PB |
| 7     | Samuel Purola          | Finnország    | 22.35 | SB |
| 8     | Jesus Gomez Villadiego | Spanyolország | 22.75 |    |